# Christa Hammerl
Christa Hammerl (* 1957) ist eine österreichische Historikerin und Geographin mit dem Schwerpunkt der Erforschung historischer Erdbeben, historischer Klimaentwicklung und Naturkatastrophen.

## Leben und Werk
Christa Hammerl begann ihre wissenschaftliche Ausbildung 1975 mit einem Lehramtsstudium für Geographie und Geschichte an der Universität Wien. Von 1978 bis 1981 unterrichtete sie an einer weiterführenden Schule in Wien. Im Jahr 1981 wechselte sie an die Zentralanstalt für Meteorologie und Geodynamik (ZAMG).
Seit 1986 beschäftigte sich Christa Hammerl am Institut für Meteorologie und Geophysik der Universität Wien mit Erforschung historischer Erdbeben in Österreich, Zentraleuropa, dem Alpenraum und dem Pannonischen Becken. In ihrer Dissertation, die sie 1992 vorlegte, befasste sie sich mit der Rekonstruktion des Erdbebens vom 25. Jänner 1348 am Dobratsch.
Von 1999 bis zu ihrer Pensionierung 2024 arbeitete sie als wissenschaftliche Mitarbeiterin zum Österreichischen Erdbebendienst an der Zentralanstalt für Meteorologie und Geodynamik. Ihr Aufgabenbereich lag in der Erforschung der Seismizität, Erdbebengeschichte und seismische Gefährdungsabschätzung in Österreich.
Darüber hinaus ist sie in nationale und internationale Projekte zur Wissenschaftsgeschichte und Klimaforschung eingebunden. Christa Hammerl ist Mitglied in verschiedenen fachübergreifenden Gremien und internationalen Arbeitsgruppen. In der European Seismological Commission war sie eine von zwei Vorsitzenden der AG Historical Seismology.
Im Auftrag der niederösterreichischen Landesregierung analysierte sie in einem vierjährigen Forschungsprojekt Daten zu historischen Erdbeben in Niederösterreich von 1000 bis zum Jahr 2010.
Ab 2009 hatte sie mehrere Lehraufträge inne, u. a. an der Alpen-Adria-Universität Klagenfurt, am Institut für Wirtschafts- und Sozialgeschichte bzw. am Institut für Geographie und Regionalforschung der Universität Wien im Themenbereich Naturkatastrophen, Regionalgeographie und Fachdidaktik.
Für ihre Leistungen und Verdienste auf dem Gebiet der Erforschung von historischen Erdbeben erhielt sie 2013 den Anerkennungspreis des Landes Niederösterreich.

## Publikationen (Auswahl)
Christa Hammerl verfasste – zum Teil gemeinsam mit anderen Autoren – zahlreiche Standardwerke zu Erdbeben, Naturkatastrophen und Klimageschichte in Österreich.

### Bücher
- Erdbeben als historisches Ereignis – Die Rekonstruktion des niederösterreichischen Erdbebens von 1590, 1987 (mit Rudolf Gutdeutsch, Ingeborg Meyer, Karl Vocelka)
- Das Erdbeben vom 25. Jänner 1348: Rekonstruktion des Naturereignisses. Dissertation Universität Wien, 1992
- Der Rauriser Sonnblick: von Goldgräbern, Wettermachern und andere Geschichten, 1994, 1997
- Erdbeben in Österreich, 1997 (mit Wolfgang Lenhardt)
- Die Zentralanstalt für Meteorologie und Geodynamik. 150 Jahre Meteorologie und Geophysik in Österreich, 2001 (mit Wolfgang Lenhardt, Reinhold Steinacker, Peter Steinhauser)
- 40 Jahre Kommission für Reinhaltung der Luft – KRL 1962 – 2002, 2005
- Naturkatastrophen: Rezeption – Bewältigung – Verarbeitung, 2009 (mit Thomas Kolnberger, Eduard Fuchs)
- Die Geschichte der Zentralanstalt für Meteorologie und Geodynamik 1851 – 2001, 2013
- Erdbeben in Niederösterreich von 1000 bis 2009 n. Chr., 2013 (mit Wolfgang Lenhardt)
- Naturkatastrophen: dramatische Naturereignisse aus kulturwissenschaftlicher Perspektive, 2014
- Gewaltig: extreme Naturereignisse,  2018 (mit Peter Melichar und Erich Steiner)
- BergWetter 1938: Diktatur, Behörden, Wissenschaft : GBA und ZAMG im Schatten des Nationalsozialismus, 2018 (mit Johannes Thaler, Gunnar Mertz, Oliver Rathkolb)

### Artikel, Aufsätze (Auswahl)
- Zur  Rekonstruktion der Erdbeben von Wiener Neustadt (1768) und Leoben (1794), 2000
- Historische Erdbeben in Kärnten mit besonderer Berücksichtigung des Bebens vom 4. Mai 1201, 2005
- Cuidar dos vivos, enterrar os mortos (Das Erdbeben von Lissabon 1755), 2005
- Naturkatastrophen im Laufe der Geschichte, 2009
- Bacchus temperature reconstruction for the period 16th to 18th centuries from Viennese and Klosterneuburg grape harvest dates, 2009 (mit Christian Maurer, Elisabeth Koch, Teresa Hammerl, Elfriede Pokorny)
- Rekonstruktion des historischen Erdbebens vom 6. Februar 1794 in Leoben, 2011
- Extreme Weinjahre seit dem 16. Jahrhundert und ihre Beziehung zum Klima, 2011 (mit Elisabeth Koch, Christian Maurer, Teresa Hammerl, Elfriede Pokorny)
- Forschungen zu den stärksten historischen Erdbeben im mittleren Inntal im Rahmen des INTERREG IV-Projekts HAREIA, 2012 (mit Wolfgang Lenhardt, Marcel Innerkofler)
- Erdbeben in Wien, 2013
- Das Erdbeben von Laibach (Slowenien) am 14. April 1895: Chronologie des Krisenmanagements, 2015 (mit Thomas Hofmann, Martin Krenn)
- Historical Earthquake Research in Austria, 2017
- Von der ‚Wiener Meteorologenschule‘ zur GeoSphere Austria, 2024